# Laura Loomerová
Laura Elizabeth Loomerová (nepřech. Loomer, * 21. května 1993) je americká krajně pravicová a protimuslimská politická aktivistka, aktivní také na internetu. V minulosti sdílela různé konspirační teorie. Z různých důvodů jí byly zrušeny některé digitální služby, včetně několika sociálních sítí.

## Život a činnost
Loomerová je židovského původu, má dva bratry, vyrůstala v Arizoně. V roce 2015 získala bakalářský titul z vysílací žurnalistiky na soukromé katolické Barry University ve státě Florida.
Jako aktivistka a novinářka působila v různých krajně pravicových médiích a organizacích, například v rámci skupiny Project Veritas, v kanadském webu Rebel News či v konspiračním webu InfoWars. V červnu 2017 na sebe upozornila přerušením představení Shakespearovy hry Julius Caesar na otevřené scéně v newyorském Central Parku. V roce 2020 kandidovala za Republikánskou stranu do Sněmovny reprezentantů (ve 21. kongresovém okrsku na Floridě), prohrála s demokratkou Lois Frankelovou.
V minulosti jí bylo z různých důvodů (kromě jiného kvůli nenávistným projevům a šíření dezinformací) zakázáno využívání různých platforem sociálních médií (Facebook, Instagram, Medium, Twitter), a dalších digitálních služeb (GoFundMe, Lift, PayPal, Uber, Venmo). Loomerová se s provozovateli některých služeb také neúspěšně soudila.